# Naturschutzgebiet Schanzberge bei Brietzig
Koordinaten: 53° 29′ 12,6″ N, 13° 53′ 9,1″ O

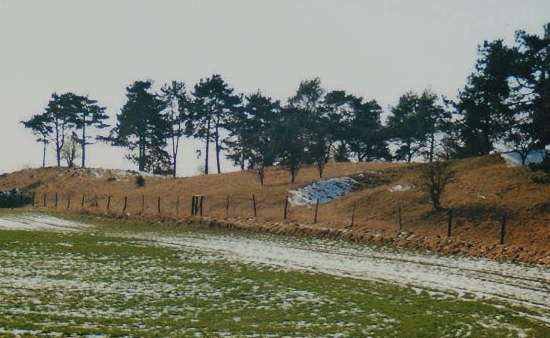
Schanzberge

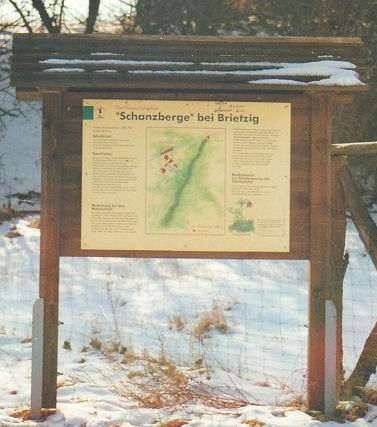
Informationstafel zum NSG

Das Naturschutzgebiet Schanzberge bei Brietzig ist ein 8 Hektar umfassendes Naturschutzgebiet in Mecklenburg-Vorpommern zwischen Strasburg und Pasewalk unweit östlich von Starkshof im Gemeindegebiet von Brietzig. Die Unterschutzstellung erfolgte im Jahr 1957 mit dem Zweck, einen eindrucksvollen strukturreichen Oszug mit Glatthaferrasen und wärmeliebenden Gebüschen zu schützen und zu entwickeln. Das Gebiet erstreckt sich als langgezogener Höhenrücken über einen Kilometer von Nordost nach Südwest.
Der aktuelle Gebietszustand wird als befriedigend eingeschätzt. Es kommt zum Nährstoffeintrag aus den umliegenden landwirtschaftlichen Flächen. Weiterhin werden die Flächen nur noch sporadisch mit Schafen beweidet. Es gibt keine öffentlichen Wege im Gebiet. Informationstafeln zum Gebiet stehen auf Parkplätzen an der B 104 sowie am Weg von Brietzig nach Starkshof.

## Geschichte
Das Naturschutzgebiet ist Bestandteil der eiszeitlich entstandenen Wilsickower Osgruppe, die sich über 2,5 Kilometer länge erstreckt. Der sandige Höhenrücken wurde ab dem Mittelalter bis zum 19. Jahrhundert mit Schafen und Ziegen beweidet. Nach Beweidungsaufgabe wurden Laub- und Nadelhölzer gepflanzt und das Gebiet bewaldete. In den vergangenen Jahrzehnten wurden vereinzelt Gebüsche entnommen, um einen Teil der Flächen offen zu halten. An verschiedenen Stellen wurde Sand und Kies abgebaut.

## Pflanzen- und Tierwelt
Aktuell ist ein Großteil des Naturschutzgebiets mit Gehölzen, vor allem mit Kiefer und Robinie, bestockt. Halbtrockenrasen bilden die Krautschicht. Typische Vertreter sind: Gelbes Sonnenröschen, Kleine Wiesenraute, Zwerg-Schneckenklee, Kelch-Steinkraut, Wald-Klee, Berg-Klee, Steppen-Lieschgras, Aufrechte Trespe, Wiesenhafer, Großes Schillergras, Gemeines Zittergras, Fieder-Zwenke, Geflecktes Ferkelkraut und Wiesen-Küchenschelle.
Zahlreiche Flechtenarten wachsen auf den eingestreut liegenden Findlingen.
Brutvögel im Gebiet sind Rebhuhn, Grauammer, Raubwürger, Baumfalke, Braunkehlchen und Sperbergrasmücke. Auf den warmen Standorten fühlen sich Zaun- und Waldeidechse, Wechsel-, Knoblauch- und Erdkröte sowie der Laubfrosch heimisch. Malven-Dickkopffalter, Zwergbläuling, Schwalbenschwanz und Baumweißling sind typische Vertreter der Schmetterlingsfauna.